# أوزنور تشالك
أوزنور تشالِك (بالتركية: Öznur Çalık)‏, (ولدت: 1 يناير 1965, «بُتورْغه» في مالاطْية, تركيا) سياسية تركية. ونائب حالي وسابق في البرلمان التركي لأكثر من دورة ممثلة عن حزب العدالة والتنمية.